# La noche más larga (película de 2021)
La noche más larga  es una película de Argentina dirigida por Moroco Colman sobre su propio guion que se estrenó el 25 de marzo de 2021 y que tuvo como actores principales a Romina Arietti, Daniel Aráoz y Vanina Bonelli.

## Sinopsis
La historia real de Marcelo Mario Sajen, un hombre que parecía un padre y esposo modelo y que violó a casi un centenar de mujeres en la ciudad de Córdoba, Argentina, entre 1985 y 2004, provocando una fuerte reacción popular que puso en jaque al gobierno provincial de José Manuel de la Sota.

## Reparto
Participaron del filme los siguientes intérpretes:
- Romina Arietti
- Daniel Aráoz
- Vanina Bonelli
- Juan Ignacio Croce
- Carolina Godoy
- Paula Halaban
- Agustín Malvarez
- Ariel Martínez Morán	...	Jota
- Camila Murias
- Sabrina Nuñez
- Sofía Bono Prado
- Rocío Figueroa Sobrero
- José Manuel Solís Vargas	...	Policía
- Constanza Villarruel

## Comentarios
Karsten Kastelan en NWZ (Alemania) opinó:

Con La noche más larga, el director Colman ha logrado un thriller valiente (o desgarrador) y ha tomado muchos riesgos que otros directores preferirían evitar, particularmente al estetizarlo, con imágenes que recuerdan el estilo brillante de las primeras películas de David Fincher. Paradójicamente, esto no evita el terrible tema. Al contrario: resalta la brutalidad de los crímenes, utilizando la imagen cinematográfica para capturar y mantener nuestra atención en momentos en los que preferiríamos mirar hacia otro lado. Por más difícil que sea soportar La noche más larga, es aún más difícil de olvidar. Una pequeña obra maestra. ”

Diego Curubeto, en Ámbito Financiero, opinó:

Daniel Aráoz hace un trabajo antológico como el mayor violador serial de la historia argentina en esta película que empieza como un thriller y se va convirtiendo en un film de terror, no tanto por que contenga elementos del género sino por la decisión de filmar las violaciones con un realismo y un estilo tan gráfico como para que el espectador entienda el infierno por el que pasa la víctima…una vez que introduce al espectador en ese clima de violencia se transforma en un film testimonial, que usa el material de archivo para dar un mensaje social sobre la lucha contra los crímenes de abuso sexual.”

Diego Batlle, en La Nación, opinó:

”Este híbrido entre el documental, el thriller, el terror sádico y la exploración de la mente de un psicópata perverso (en la línea de Henry, retrato de un asesino, de John McNaughton) no alcanza a profundizar demasiado en ninguna de las aristas de un personaje tenebroso y le cuesta -más allá de sus hallazgos en materia visual- encontrar su eje y su rumbo. Es interesante la apuesta por reivindicar la sororidad en tiempos en que los políticos parecían estar ajenos a los reclamos del movimiento de mujeres, así como la conexión final con las marchas del Ni una menos, pero en el terreno puro de la ficción La noche más larga resulta demasiado esquemática, derivativa y superficial.”

## Comentarios del periodista que investigó el caso
Dante Leguizamón, que escribió junto a Claudio Gleser el libro La marca de la bestia, investigación periodística sobre el caso publicada en 2006, dijo que su libro había puesto en evidencia la revictimización que habían sufrido las jóvenes violadas que hacían las denuncias pero que, en cambio, la película la acentúa cuando, por ejemplo, viste a todas las actrices que representan a las víctimas con ropa “provocativa” - palabra que usaban los policías cuando las entrevistaban- esto es, polleras cortas, escotes profundos. También fue crítico con la reiteración innecesaria de detalles específicos de las escenas de violación, como mostrar los genitales del violador o que las obligaba a practicarles sexo oral, siendo que a los fines del filme con una vez era suficiente. También criticó el uso de primeros planos en tales escenas y que, en síntesis, nunca se muestra a esas chicas más que como víctimas, como mujeres sometidas, llorando, sin capacidad de reaccionar. Dice que el director incurre en el mismo error que cometieron los medios de comunicación de la época al perfilar a Sajen como un monstruo horroroso y no –como demostró el libro- un cordobés como cualquiera cuya captura demoró por la impericia, la desidia y la inacción del gobierno.

## Premios y nominaciones
Festival de Cine de Oldenburg 2020
- Daniel Aráoz, ganador del Premio Seymour Cassel a la Actuación sobresaliente de un actor.
- Película nominada al Premio del Público Independencia Alemana al Mejor Filme.